# Christie Elliot
Christie Elliot (South Shields, 26 maggio 1991) è un ex calciatore inglese, di ruolo difensore.

## Caratteristiche tecniche
Ala destra, può giocare come centravanti o come seconda punta.

## Carriera
Ha giocato nella prima divisione scozzese.

## Palmarès

### Club

#### Competizioni nazionali
- Scottish Championship: 1

Partick Thistle: 2012-2013